# ダニーロ・ウィス
ダニーロ・ウィス（Danilo Wyss、1985年8月26日 - ）は、スイス、オルブ出身の自転車競技（ロードレース）選手。

## 来歴
2007年、アトラスに加入。シーズン後半はサウニエル・ドゥバルに研修生としてチーム入り。
- グランプリ・ド・ワレヘム 2位
- パリ〜ルーベエスポワール 3位

2008年、BMC・レーシングチームに加入。
- グランプリ・ピノ・チェラミ 6位

2009年
- ツール・ド・ボース 区間優勝

2010年
- ジロ・デ・イタリア 総合97位完走
- ノケル・クルス 9位

2012年
- ジロ・デル・トレンティーノ 区間優勝

2013年
- ステル・エレクトロトゥール 総合10位
- トロフェオ・ライグエーリア 10位

2019年、チーム・ディメンションデータに移籍。